# サム・ノートンナイト
サム・ノートンナイト（Sam Norton-Knight、1983年12月2日 - ）は、オーストラリアキャンベラ出身のラグビー選手。

## プロフィール
- ポジションはスタンドオフ(SO)、フルバック(FB)
- 身長 187cm、体重 86kg
- オーストラリア代表キャップは2（2020年9月現在）。

## 経歴
キャンベラ大学卒業。2005年にスーパー14のACTブランビーズへと入団。その翌年ワラターズへと移籍しプレーしている。2010年度から2012年度までパナソニック ワイルドナイツ、2013年度はクボタスピアーズ、2014年度は釜石シーウェイブスRFC、2015年度から2016年度までNECグリーンロケッツ、2017年度は栗田工業ウォーターガッシュ、2018年度から2019年度までは東京ガスラグビー部に所属した。
2010年10月3日に行われたジャパンラグビートップリーグ第4節のNTTコミュニケーションズシャイニングアークス戦にて途中出場で日本での公式戦初出場を果たす。